# 제난 라돈치치
제난 라돈치치(세르보크로아트어: Џенан Радончић / Dženan Radončić, 1983년 8월 2일 ~ )는 몬테네그로의 전 축구 선수로 K리그 등록명은 라돈치치였다.

## 클럽 경력

### FK 구신예
라돈치치는 유고슬라비아 사회주의 연방공화국 3부 리그 클럽이던 FK 구시네에서 선수 생활을 시작했고, 두 시즌 동안 43경기에서 22골을 넣었다.

### 인천 유나이티드
라돈치치는 2004년 인천 유나이티드의 창단 멤버로서 K리그에 처음 발을 디뎠다. 2004년 2월 4일, 시즌을 앞두고 유고슬라비아 1부 리그 팀 젤레즌을 상대로 헤트트릭을 기록하며 6-1 대승을 이끌었고, 3월 1일, 공식적인 창단식을 가진 후 감바 오사카와 치른 친선 경기이자 공식 데뷔 경기에서는 전반 10분 팀의 두 번째 골을 넣으며 4-0 승리를 이끌었다. 시즌 전부터 득점포를 쏘아올린 라돈치치는 신생팀 인천 유나이티드를 오랫동안 이끌 외국인 공격수로 주목을 받았다. 그러나 이후 2004 시즌 동안 13경기에 출전해 한 골도 넣지 못하였다. 그 오랜 기다림은 약 1년이 지난 2005년 4월 17일에 끝났다. 서울 전에서 전반 46분 마침내 인천 유나이티드 데뷔골을 터뜨렸다. 게다가 2-2 동점이던 후반 38분에 자신의 두 번째 골을 기록해 팀을 승리로 이끌었다.
이후 2005 시즌에 22경기에 출전해 9골을 터뜨려 전체 득점 6위에 올랐으며, 하우젠 컵에선 5경기에서 4골을 터뜨렸다. 창단 2년만에 K리그 준우승을 차지한 인천 유나이티드는 이듬해 라돈치치에게 거는 기대가 더욱 커질 수 밖에 없었다. 그러나 2006년에 그가 넣은 골이라곤 시즌 막판인 10월 22일 울산 현대 호랑이를 상대로 넣은 단 한 골 밖에 없었다. 엎친데 덮친격으로 2007 시즌에는 데얀 다먀노비치가 새롭게 합류하면서 주전에서 밀려난 후 2007년 7월, J리그의 반포레 고후에 임대되었다가 시즌이 끝난 후 복귀하였다. 그러나 인천 복귀 후에 몸값 문제 등으로 인해 재계약이 늦춰지면서 J리그의 어느 한 팀이나 리그 내 다른 팀으로 완전 이적할 것이라는 루머가 나오기도 하였다.
그러나 그는 인천 잔류 선언을 했고, 2008 시즌이 시작되었다. 제주 유나이티드를 상대로 개막전이 열렸고, 라돈치치는 전반 38분 골을 기록했고, 2-0으로 개막전을 승리로 이끌었다. 홈에서 열린 전남 드래곤즈와의 2라운드에서는 시작한 지 41초만에 선제골이자 결승골을 넣고 승리하였다. 결국 라돈치치는 2008 시즌에 26경기에 출전해 경기당 0.5골에 해당하는 13골을 넣고 두두와 데얀 다먀노비치에 이어 득점 3위를 기록했다. 시즌이 끝난 후 라돈치치는 대한민국 귀화 의사를 밝혔고, 대한민국 국가대표로서도 뛰고 싶다고 하였다. 그러나 그해 귀화 문제는 잘 해결되지 않았다.

### 성남 일화 천마
2009년 1월 라돈치치는 성남 일화 천마로 이적하였다. 첫 시즌에 리그 전 경기에 출전해 5골을 넣으며 큰 활약을 보이지 못하는 듯 싶었으나 2010 시즌엔 12골 6도움을 기록하였고 팀의 2010 AFC 챔피언스리그 우승에 기여하였다.
2011 K리그에선 시즌 개막 직전에 당한 부상으로 오랜 기간 결장하였고 시즌 중반 이후에 복귀하여 정규 리그 10경기 3골을 기록하였다.

### 수원 삼성 블루윙즈
2011년 12월 8일 수원 삼성 블루윙즈는 라돈치치의 영입을 공식 발표하였고 동시에 라돈치치의 귀화를 적극 추진하겠다고 선언하였다.
2013년 7월 시미즈 에스펄스로 6개월간 임대되었다.

### 시미즈 에스펄스
시미즈 에스펄스로 임대된 라돈치치는 19라운드 알비렉스 니가타전에서 1골을 기록했고, 10일 IAI스타디움 니혼다이라에서 열린 쇼난 벨마레와의 J-리그 20라운드 홈경기에서 2골을 넣어 팀을 3-1 승리를 공헌한데 이어 2경기 연속골을 기록했다.

### 오미야 아르디자
2014년 1월 21일 시미즈 에스펄스에서 임대 생활 중에 많은 활약을 보인 바탕으로 수원 삼성 블루윙즈에서 오미야 아르디자로 완전 이적하였다.

## 그 외
라돈치치는 구 유고슬라비아 사회주의 연방공화국 시절 출생하였으며 연방이 해체되면서 세르비아 몬테네그로 국적을 유지하다 2006년 세르비아와 몬테네그로가 분리되면서 몬테네그로 국적을 갖게 되었다.

## 기록

### 클럽
2014년 4월 22일 기준
| 클럽               | 시즌    | 리그 | 리그 | 국내 컵 | 국내 컵 | 리그 컵 | 리그 컵 | 대륙 대회 | 대륙 대회 | 통산 | 통산 |
| 클럽               | 시즌    | 출장 | 득점 | 출장    | 득점    | 출장    | 득점    | 출장      | 득점      | 출장 | 득점 |
| ------------------ | ------- | ---- | ---- | ------- | ------- | ------- | ------- | --------- | --------- | ---- | ---- |
| FK 구신예          | 2000-01 |      |      |         |         | -       | -       | -         | -         |      |      |
| FK 구신예          | 2001-02 |      |      |         |         | -       | -       | -         | -         |      |      |
| FK 루다르          | 2002-03 | 18   | 9    |         |         | -       | -       | -         | -         |      |      |
| FK 파르티잔        | 2003-04 | 4    | 0    |         |         | -       | -       |           |           |      |      |
| 인천 유나이티드    | 2004    | 13   | 0    | 0       | 0       | 3       | 0       | -         | -         | 16   | 0    |
| 인천 유나이티드    | 2005    | 22   | 9    | 2       | 1       | 5       | 4       | -         | -         | 29   | 14   |
| 인천 유나이티드    | 2006    | 23   | 1    | 3       | 0       | 8       | 1       | -         | -         | 34   | 2    |
| 인천 유나이티드    | 2007    | 11   | 1    | 1       | 0       | 5       | 1       | -         | -         | 17   | 2    |
| 반포레 고후        | 2007    | 9    | 1    | 0       | 0       | -       | -       | -         | -         | 9    | 1    |
| 인천 유나이티드    | 2008    | 26   | 13   | 0       | 0       | 6       | 1       | -         | -         | 29   | 14   |
| 성남 일화 천마     | 2009    | 28   | 5    | 5       | 2       | 4       | 0       | -         | -         | 37   | 7    |
| 성남 일화 천마     | 2010    | 27   | 12   | 3       | 0       | 4       | 1       | 10        | 6         | 44   | 19   |
| 성남 일화 천마     | 2011    | 10   | 3    |         |         |         |         | 0         | 0         | 20   | 3    |
| 수원 삼성 블루윙즈 | 2012    | 31   | 12   |         |         |         |         | 0         | 0         | 31   | 12   |
| 수원 삼성 블루윙즈 | 2013    | 12   | 4    |         |         |         |         | 0         | 0         | 12   | 4    |
| 시미즈 에스펄스    | 2013    | -    | -    | -       | -       | -       | -       | -         | -         | -    |      |
| 오미야 아르디자    | 2014    | -    | -    | -       | -       | -       | -       | -         | -         | -    |      |
| 통산               |         |      |      |         |         |         |         |           |           |      |      |

## 수상 경력
- 2006년 K리그 올스타전 최우수선수